# Augustin-Gabriel d’Aboville

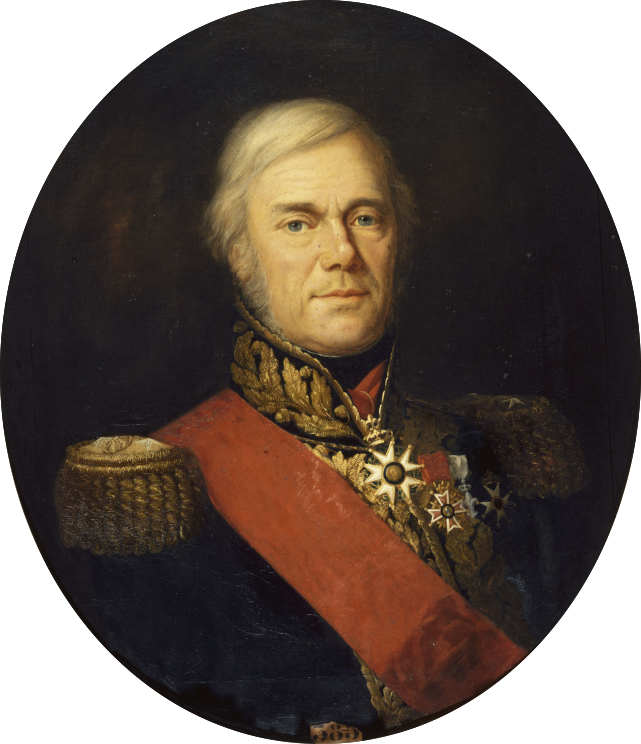
Porträt von Augustin Gabriel d’Aboville

Augustin-Gabriel Baron d’Aboville, (* 20. März 1773 in La Fère (Aisne); † 15. August 1820 in Paris) war ein französischer Général de brigade. Er war der ältere Bruder von Augustin-Marie d’Aboville.

## Leben
Seine Laufbahn begann er am 22. Mai 1789 als Sous-lieutenant beim „7e régiment d’artillerie à pied“ (7. Fußartillerieregiment). Ab dem 1. September 1789 besuchte er die Artillerieschule in La Fere, wurde am 6. Februar 1792 zum Lieutenant und am 1. November des gleichen Jahres zum Captaine befördert.
Er nahm an der Schlacht bei Courtrai, am Saar- und Rheinübergang teil, kämpfte danach vor Trier, bei Steisliegen und 1799 in der Schlacht bei Stockach. Sein Verdienste führten zur Beförderung zum Colonel und Ernennung zum Artilleriekommandanten der Festung Mainz. Beim Feldzug von 1800 in Italien war er als Chef der Artillerie der Division des Generals Oudinot eingesetzt und nahm an der Schlacht am Mincio teil. Nach seiner Rückkehr nach Paris, übernahm er die Funktion des stellvertretenden Direktors und des Mitglieds des Zentralkomitees. In dieser Zeit wurde er nach Vlissingen geschickt, um die Insel und Zeeland in den Verteidigungszustand zu versetzen.
Er wurde 1807 mit Junot nach Portugal gesandt und zeichnete sich beim Übergang des Tejo, bei der Einnahme von Evora und in der Schlacht bei Vimeiro aus. Nach der Kapitulation von Cintra kehrte er 1808 kurzfristig nach Frankreich zurück. Er nahm infolge an der Schlacht bei Betanzos und an der Schlacht bei La Coruña sowie an der Verteidigung von Tuy teil. Nach seiner Rückkehr aus Spanien wurde er am 14. Mai 1809 zum Général de brigade befördert. Seine Artillerie bewährte sich in der Schlacht bei Talavera und bei der Belagerung von Cadiz, wobei er das Fort Matagorda sturmreif schießen konnte. Am 23. Juni 1810 wurde er zum Offizier der Ehrenlegion ernannt und ersetzte am 26. Oktober des gleichen Jahres den vor Cádiz gefallenen General de Senarmont an der Spitze der Artillerie. In der Schlacht von Chiclana stoppte seine Artillerie zeitweilig das Vorrücken einer ganzen englischen Division.
Er wurde am 20. Februar 1812 zum Baron des Kaiserreichs und am 24. Januar 1813 zum Generaldirektor der Artillerie der französischen Truppen in Spanien und Portugal ernannt. Während der Schlacht bei Vitoria fiel fast sein gesamter Artilleriepark in die Hände englischer Truppen.
Er war 1815 Teil der Deputation des Nordens, die König Ludwig XVIII. in Calais empfing. Er wurde zum Chevalier de Saint-Louis ernannt und trat am 1. Dezember 1817 die Nachfolge seines Vaters als Graf und Pair de France an.

Wappen der Familie d’Aboville

## Ehrungen
- Namentliche Erwähnung auf dem Arc de Triomphe Nordseite